# Phiale bryantae
Espèce
Synonymes
- Cyrene gratiosa Bryant, 1923

Phiale bryantae est une espèce d'araignées aranéomorphes de la famille des Salticidae.

## Distribution
Cette espèce est endémique d'Antigua à Antigua-et-Barbuda.

## Description
La femelle holotype mesure 7 mm.

## Étymologie
Cette espèce est nommée en l'honneur d'Elizabeth Bangs Bryant.

## Publications originales
- Roewer, 1951 : Neue Namen einiger Araneen-Arten. Abhandlungen des Naturwissenschaftlichen Vereins zu Bremen, vol. 32, p. 437-456.
- Bryant, 1923 : Report on the spiders collected by the Barbados-Antigua Expedition from the University of Iowa in 1918. University of Iowa Studies in Natural History, vol. 10, no 3, p. 10-16 (texte intégral).